# Panamerikanische Spiele 2019/Leichtathletik – 400 m Hürden der Männer
Der 400-Meter-Hürdenlauf der Männer bei den Panamerikanischen Spielen 2019 fand am 6. und 8. August im Villa Deportiva Nacional in der peruanischen Hauptstadt Lima statt.
14 Läufer aus elf Ländern traten zu den Läufen an. Die Goldmedaille gewann Alison dos Santos nach 48,45 s, Silber ging an Amere Lattin mit 48,98 s und die Bronzemedaille gewann Kemar Mowatt mit 49,09 s.

## Rekorde
Vor dem Wettbewerb galten folgende Rekorde:
| Weltrekord        | Kevin Young   | 46,78 s | Olympische Spiele in Barcelona, Spanien        | 8. August 1992   |
| Rekord der Spiele | Omar Cisneros | 47,99 s | Panamerikanische Spiele in Guadalajara, Mexiko | 27. Oktober 2011 |

## Halbfinale
Aus den zwei Halbfinalläufen qualifizierten sich die jeweils drei Ersten jedes Laufes – hellblau unterlegt – und zusätzlich die zwei Zeitschnellsten – hellgrün unterlegt – für das Finale.

### Lauf 1
6. August 2019, 16:40 Uhr
| Platz | Bahn | Athlet            | Land                    | Zeit (s) |
| ----- | ---- | ----------------- | ----------------------- | -------- |
| 1     | 4    | Juander Santos    | Dominikanische Republik | 49,44 SB |
| 2     | 8    | Alison dos Santos | Brasilien               | 49,74    |
| 3     | 2    | Guilermo Ruggeri  | Argentinien             | 49,97    |
| 4     | 3    | Norman Grimes     | Vereinigte Staaten      | 50,04    |
| 5     | 5    | Pablo Ibañez      | El Salvador             | 50,70 SB |
| 6     | 6    | Romel Lewis       | Jamaika                 | 50,87    |
| 7     | 7    | Andre Colebrook   | Bahamas                 | 51,76    |

### Lauf 2
6. August 2019, 16:50 Uhr
| Platz | Bahn | Athlet            | Land               | Zeit (s) |
| ----- | ---- | ----------------- | ------------------ | -------- |
| 1     | 8    | Amere Lattin      | Vereinigte Staaten | 49,75    |
| 2     | 5    | Kemar Mowatt      | Jamaika            | 49,84    |
| 3     | 4    | Jeffery Gibson    | Bahamas            | 50,09    |
| 4     | 3    | Leandro Zamora    | Kuba               | 50,31    |
| 5     | 2    | Gerald Drummond   | Costa Rica         | 50,35    |
| 6     | 7    | Alfredo Sepúlveda | Chile              | 52,77    |
| 7     | 6    | Paulo Herrera     | Peru               | 54,09    |

## Finale
8. August 2019, 18:15 Uhr
| Platz | Bahn | Athlet            | Land                    | Zeit (s)    |
| ----- | ---- | ----------------- | ----------------------- | ----------- |
|       | 5    | Alison dos Santos | Brasilien               | 48,45 PB    |
|       | 7    | Amere Lattin      | Vereinigte Staaten      | 48,98       |
|       | 4    | Kemar Mowatt      | Jamaika                 | 49,09       |
| 4     | 9    | Jeffery Gibson    | Argentinien             | 49,55 SB    |
| 5     | 8    | Guillermo Ruggeri | Argentinien             | 49,55 SB    |
| 6     | 2    | Norman Grimes     | Vereinigte Staaten      | 49,65       |
| 7     | 3    | Leandro Zamora    | Kuba                    | 50,29       |
| 8     | 6    | Juander Santos    | Dominikanische Republik | 2:09,37 min |